# MacDermid Performance Solutions
MacDermid Performance Solutions (MPS) ist ein US-amerikanisches Unternehmen der Spezialchemie und Elektrotechnik, mit Sitz in Waterbury, Connecticut, USA. Das Unternehmen gehört zu Element Solutions Inc.
MPS ging aus der Übernahme der britischen Alent plc. durch die US-amerikanische PSP hervor. Im Rahmen der Übernahme wurde die eigenständige Division MacDermid mit den operativen Einheiten der Alent verschmolzen. Unter MPS sind nun die Gesellschaften MacDermid, Enthone, Alpha Assembly Solutions, Compugraphics und Fernox zusammengefasst. Seit der Fusion ist MPS einer der führenden Anbieter von Spezialchemie-Prozessen und -Anlagen für die Leiterplatten-, Chipträger- und Halbleiterindustrie (Elektronik) sowie die dekorative und funktionelle Oberflächenveredelung (General Metal Finishing).
MPS ist in mehr als 50 Ländern tätig und betreibt Produktionsstätten unter anderem in Deutschland, Italien und Großbritannien für den europäischen Markt sowie in Nord- und Südamerika und in Asien. Das Jahr 2016 beendete MPS mit einem Umsatz von rund $1,8 Milliarden und einem EBITDA von $434 Millionen.

## Unternehmensbereiche
MacDermid Performance Solutions untergliedert sich in sechs Bereiche:
- MacDermid Enthone Industrial Solutions
- MacDermid Enthone Electronics Solutions (inkl. Compugraphics)
- MacDermid Offshore Solutions
- MacDermid Graphics Solutions
- MacDermid Autotype
- Alpha Assembly Solutions (inkl. Alpha Advanced Materials u. Fernox)
- Compugraphics

## Belege
1. ↑  Fourth Quarter and Year End 2016 Preliminary Performance, 28. Februar 2017.